# LINEヤフーコミュニケーションズ
LINEヤフーコミュニケーションズ株式会社（英: LY Communications Corporation）は福岡県福岡市博多区に本社を置く日本の企業。LINE株式会社の完全子会社として設立され、現在はLINEヤフーの完全子会社。

## 沿革
- 2013年（平成25年）- LINEの国内第二拠点として、LINE株式会社の100％出資のもと、LINE Fukuoka株式会社として設立される。同年7月に、福岡市博多区に自社ビルを建設する計画を発表[2]。
- 2016年（平成28年）- 「建設費高騰」を理由に自社ビルの建設を断念し、ビル用地をJR九州に売却[2]。5月23日にJRJP博多ビルに本社を移転[2]。
- 2023年（令和5年）10月 - 親会社のLINE株式会社とZホールディングスの経営統合に伴いLINEヤフーコミュニケーションズ株式会社に商号変更[3]。

## 概要
品質管理や、カスタマーサポート業務などの運営を行い、現在では、パフォーマンスやUXを考慮しながら設計と実装を行う開発やLINEスタンプや各デザイン関連アクティブユーザーを増やしていくための企画営業を主な業務としている。

## 関連会社
- LINEヤフー株式会社
- LINE Business Partners株式会社
- LINE Plus株式会社